# Paraloricaria
Paraloricaria is een geslacht van straalvinnige vissen uit de familie van de harnasmeervallen (Loricariidae).

## Soorten
- Paraloricaria agastor Isbrücker, 1979
- Paraloricaria commersonoides (Devincenzi, 1943)
- Paraloricaria vetula (Valenciennes, 1835)